# أبناء ولكن (مسلسل)
أبناء ولكن مسلسل مصري انتج سنة 1993 بطولة محمد السبع وتيسير فهمي وهالة فاخر وعبلة كامل والمنتصر بالله وهادي الجيار ومحمد رياض.
حقق نجاح كبير في مصر والعالم العربي. قصة المسلسل تاجر أخشاب الحاج غريب وكان عندة أولاد له ابن أُصيب في حادث سيارة فكان يعامله أحسن من بقية أولاده ثم تزوج هذا الشاب من امراة فكانت سبب الخراب بين الاخوات، محاولة زوجة الابن السيطرة على البيت وإفراده عن طريق معرفة نقاط ضعف كل فرد من أفراد الأسرة.